# Георги Ст. Георгиев
Вижте пояснителната страница за други личности с името Георги Георгиев.
Георги Стоянов Георгиев е български писател и военен деец от XX век.
Роден е в София. Поради политическата конюнктура след 9 септември 1944 г. остава малко известен на широката публика. Приет от мнозина (като проф. Михаил Арнаудов) за един от най-добрите български писатели между двете световни войни, той не е харесван от комунистическата власт и след 1944 г. няма възможност да развива литературна дейност.

## Биография

### Детство
Роден е в София, 4 декември 1896 г. в семейството на кадровия военен полковник Стоян Георгиев.

### Преди I световна война
Георги Ст. Георгиев завършва Първа софийска мъжка гимназия, негов класен ръководител е видният възрожденец и просветен деец Благой Димитров. Сред съучениците му са Стоян Хаджибонев – по-късно певец в легендарния хор „Гусла“, и Донко Влайков – племенник на Тодор Влайков. След завършване на гимназията Георгиев кандидатства и е приет за редовен студент по „Право“ в Софийския университет.

### Първа световна война
Началото на войната заварва Георгиев в 1-ви курс на СУ. Постъпва в Школата за запасни подпоручици в Княжево и изкарва съкратения курс в нея. През септември 1916 г. като офицерски кандидат заминава за Северния фронт в Добруджа. Зачислен е като взводен командир в 3-та рота, 1-ва дружина, 41-ви полк, 1-ва пехотна софийска дивизия. Командири са му: на ротата – поручик Радомир Стефанов, на дружината – подполковник Георги Георгиев, на полка – подполковник Хараламби Тошков.
На 19 септември 1916 г. в първата атака на Кубадинската позиция е ранен в гърдите и лявата ръка. След дълги перипетии той завършва лечението си в софийската болница „Червен кръст“. За раняването получава първия си орден „За храброст“. През март 1917 г. за заслуги е произведен в звание подпоручик.
През април същата година Георгиев, заедно с полка си, е пратен на Южния фронт в Македония. Вечерта на 1 май 41-ви пехотен полк заема позиции на завоя на река Черна.
| „ | “…Роден съм на 4 декември 1896 и с набора си (46) завърших Школата за зап. подпоручици, както се наричаше тогава, във възможно най-кратко време – 5 месеца и 12 дни. Попаднах в един от най-добрите полкове – 41-ви пехотен, Първа софийска дивизия. Участвах в Добруджа, гдето бях тежко ранен при първата атака на Кубадин – картечен куршум прониза гърдите ми до самото сърце. Военноинвалид съм. После в Румъния – страшните уморителни походи, боевете и студовете на Серет – 35 под нулата. Македония – най-напред в Завоя на Черна и после до края в Битолското поле. Попаднах в заложничество (в състава на трите дивизии: Първа, Шеста, Сборна – 80 хил. души). Организирах бягство и с четирима офицери избягах, като за единадесет нощи минах 230 километра. Газих в брод Вардара съвсем гол (13 ноември, в 3 часа през нощта). В полка осем души поручици, седем от които гимназиални учители и адвокати и един на действителна служба, бяха взводни командири, аз подпоручик, студент с един семестър и на 21 година бях ротен командир. Действующият поручик подаде рапорт до командира на полка с оплакване как може той, по-възрастен от мене, с един чин в повече и действующ, да е взводен, а аз ротен. Но командирът на полка сложи на рапорта му следния надпис: „Аз раздавам ротите си не по старшинство, а по достойнство.“ Награден съм с три ордена за храброст, два от които са златни, първа степен. За бягството от заложничество командирът сметна, че това е подвиг, представи ме, бях награден с Ордена за военна заслуга, със зелен венец (военно отличие). Изпълних дълга си докрай, като написах спомените си от войната „Един от първа дивизия“, които за седем години претърпяха пет издания…” | “ |